# Onthophagus vanofwegeni
Onthophagus vanofwegeni là một loài bọ cánh cứng trong họ Bọ hung (Scarabaeidae).